# Ministère des Finances (Italie)
Pour les articles homonymes, voir Liste des ministères des Finances.
Le ministère des finances était un département du gouvernement italien, fusionné en 2001 avec le ministère du Trésor, du Budget et de la Planification économique pour former le ministère de l'Économie et des Finances.

## Histoire
Le ministère des finances a été organisé pour la première fois en 1866, dans le cadre du processus de réorganisation des institutions antérieures à l'unification. En 1877, les compétences relatives à la comptabilité et aux biens de l'État sont confiées à un nouveau ministère, le ministère du Trésor, tandis que le ministère des Finances conserve les fonctions relatives à la fiscalité. Les deux ministères sont à nouveau fusionnés en 1922 et séparés en 1944 ; en 1947, après une nouvelle fusion, ils sont tous deux reconstitués.
En 1991, l'organisation interne du ministère des finances a été profondément réformée,. Elle était organisée en trois départements et une direction générale :
- Le département des finances, chargé d'assurer les services de gestion, de recouvrement et de contentieux de tous les impôts directs et indirects de l'État, ainsi que de toutes les autres recettes de l'État et des collectivités locales qui ne sont pas expressément attribuées à d'autres organismes ;
- Le département des douanes et des impôts indirects, dont les compétences sont fixées par des dispositions légales spécifiques ;
- Le département du territoire, qui était chargé du cadastre et des services techniques de l'État, des services relatifs à la gestion productive des biens de l'État et des services de conservation des registres fonciers ;
- La direction générale des affaires générales et du personnel.

La réforme Bassanini de 1999 a introduit une vaste réforme du ministère des finances et de l'administration fiscale. Tout d'abord, le législateur a créé les agences fiscales, auxquelles ont été transférées les fonctions précédemment exercées par les départements des recettes, des douanes et des terres, ainsi que les fonctions connexes exercées par d'autres bureaux du ministère : l'agence des recettes, l'agence des douanes, l'agence des terres et l'agence des biens d'État ont été créées. Deuxièmement, les bureaux du ministère étaient articulés dans une structure départementale unique, le département des politiques fiscales, spécifiquement prévu dans le cadre réglementaire ultérieur.
En 2001, lorsque le ministère de l'Économie et des Finances est devenu opérationnel, la structure organisationnelle du ministère des finances a été fusionnée avec celle du ministère du Trésor, du Budget et de la Planification économique (qui avait lui-même été créé en 1998 par l'unification du ministère du trésor et du ministère du budget et de la planification économique) : les cinq départements du nouveau ministère coïncidaient donc avec les structures départementales des deux ministères fusionnés.

## Liste des ministres
- Liste des ministres italiens des Finances du royaume d'Italie à la République italienne.

## Source
- (it) Cet article est partiellement ou en totalité issu de l’article de Wikipédia en italien intitulé « Ministero delle finanze » (voir la liste des auteurs).